# Villaverde-Mogina
Villaverde-Mogina ist eine nordspanische Landgemeinde (municipio) mit 75 Einwohnern (Stand: 2024) im Süden der Provinz Burgos in der Autonomen Gemeinschaft Kastilien-León.

## Lage und Klima
Villaverde-Mogina liegt am Río Arlanzón in der kastilischen Hochebene (meseta) gut 30 km südwestlich der Provinzhauptstadt Burgos in einer Höhe von ca. 775 m. Das Klima ist gemäßigt bis warm; Regen (ca. 549 mm/Jahr) fällt übers Jahr verteilt.

## Bevölkerungsentwicklung
| Jahr      | 1970 | 1981 | 1991 | 2001 | 2011 | 2021 |
| Einwohner | 266  | 168  | 156  | 113  | 82   | 74   |

## Sehenswürdigkeiten
- romanische Kirche San Adrián und Santa Natalia (Iglesia románica de San Adrián y Santa Natalia)
- Palast der Familie Barona (bzw. Barahona)

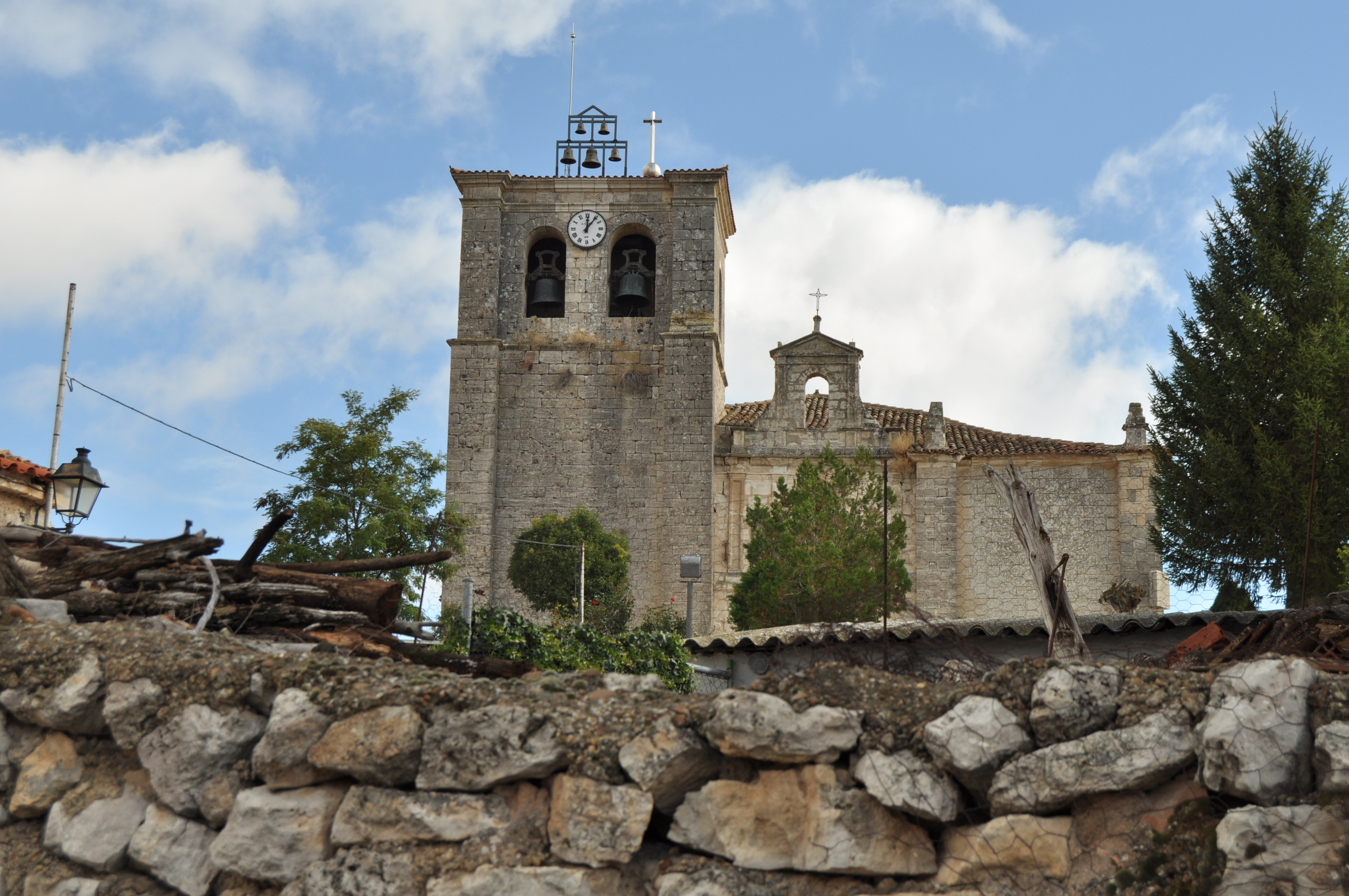
Kirche San Adrián und Santa Natalia
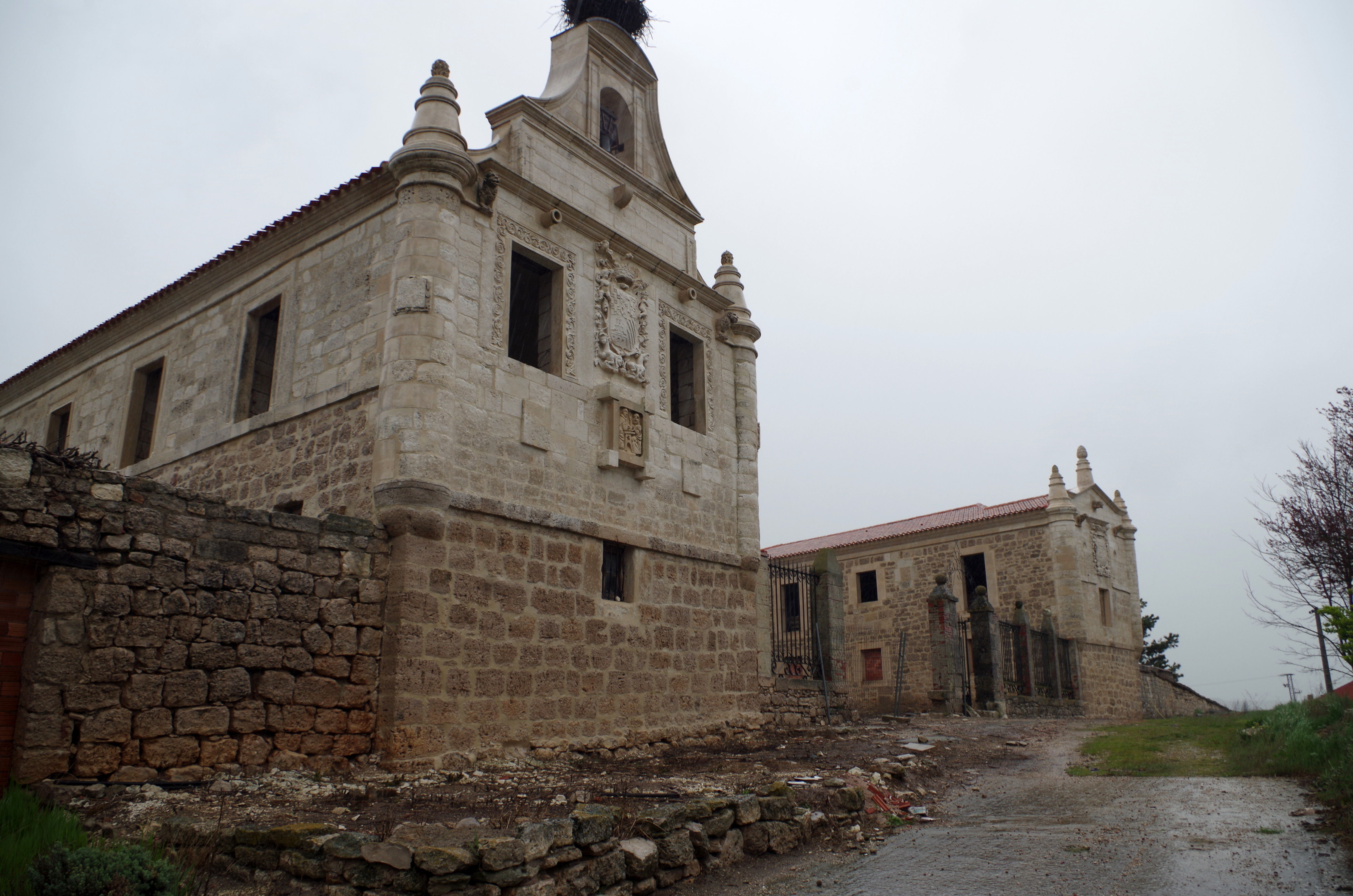
Palast der Familie Barona